# Dongfang (Hainan)
Dongfang è una città della provincia cinese di Hainan di 354.058 abitanti. È una città-contea amministrata direttamente dalla provincia.